# 東清水變電所

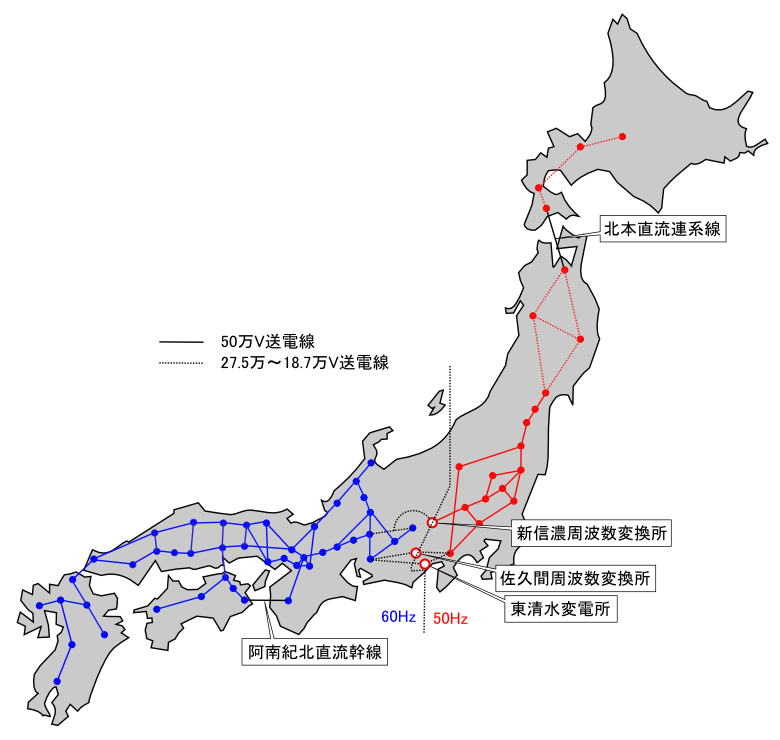
日本的電力系統與東清水變電所位置

35°03′29″N 138°30′00″E / 35.05806°N 138.50000°E
東清水變電所（日语：／ Higashi shimizu hendensho），位於日本靜岡縣靜岡市清水區，是中部電力所興建營運的變電所。此變電所是東日本的50Hz與西日本的60Hz電網之三處電源頻率轉換所之一，連接東京電力與中部電力的電網。

## 概要

東清水變電所的系統布局圖

東清水變電所於1995年9月開工興建，原預定於2003年啟用，但因為27.5萬伏特輸電線路的用地取得困難，而先以15.4萬伏特輸電線於2006年3月暫時啟用。變電所最初的容量為10萬千瓦，2011年3月11日東日本大地震後發生缺電，緊急增加容量至13.5萬千瓦。2013年6月擴充容量至30萬千瓦。
因現有頻率轉換設備日趨飽和，為加強東西日本電網的電力融通能力，東京電力與中部電力計畫新建兩套容量各30萬千瓦的頻率轉換設備，預定於2027年啟用。

## 電網系統
- 東清水分歧線：15.4萬伏特 × 2 （60Hz，暫時）
- 駿河東清水線：27.5萬伏特 （60Hz，正式）
- 清水東清水線及其他線路：7.7萬伏特 × 4 （60Hz）
- 富士川線：15.4萬伏特 × 2 （50Hz，連接到東京電力）

## 参阅
- . 新電気 (オーム社). 2011-07: 18-21.

## 外部連結
- 東清水周波数変換装置の一部稼動について - 中部電力プレスリリース
- 東清水周波数変換装置（東清水ＦＣ）の運転再開について （同）
- 東清水FCの緊急対策としての変換能力向上の検討について （页面存档备份，存于） （同）
- 東清水周波数変換装置の30万kWの運用開始 （页面存档备份，存于） （同）